# Yoichi
Yoichi (jp. 余市町 Yoichi-chō, deutsch ‚Stadt Yoichi‘, englisch Yoichi Town) ist eine Stadt in der Unterpräfektur Shiribeshi, in Hokkaido, Japan. Sie gehört zu den drei verbliebenen Gemeinden im Landkreis (-gun) Yoichi; die Stadt Yoichi entstand im Jahr 1900 durch den Zusammenschluss von zwölf Städten und Dörfern aus dem Kreis.

## Bevölkerung
2020 ist die Bevölkerung von Yoichi auf 18.000 Menschen gesunken, ein Rückgang von 12 % in weniger als einem Jahrzehnt. Die Dichte beträgt 128 Personen pro km². Die Gesamtfläche von Yoichi beträgt 140,60 km².

## Wirtschaft
Yoichi ist die Heimat der Yoichi-Brennerei, die zu Nikka Whiskey (engl. Nikka Whisky Distilling) gehört. Yoichi ist auch berühmt für sein Obst, insbesondere Äpfel, und Apfelsaft, der in ganz Japan bekannt ist.
Yoichi entwickelt sich auch zu einer bekannten Weinregion. In Sawa-machi, in der Nähe des Hafens, gibt es viele fischverarbeitende Fabriken, die Waren wie Migaki-nishin (身欠きニシン), den getrockneten Hering,  herstellen.

## Partnerstädte
- Bishopbriggs, Schottland[9]
- Kirkintilloch, Schottland[10]